# Expédition du Columbia

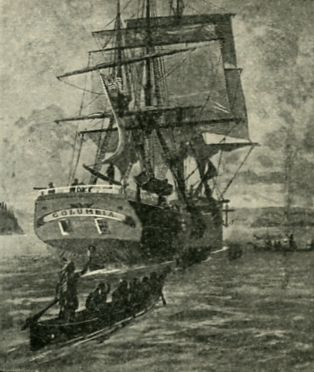
Dessin d'artiste du Columbia Rediviva sur le Columbia, 1919.

L’expédition du Columbia est l'exploration en mai 1792 de l'embouchure du fleuve Columbia par le navire américain Columbia Rediviva sous le commandement de Robert Gray. Les membres de l'équipage sont devenus les premiers occidentaux connus à naviguer sur le cours d'eau. À la suite de cette première, le fleuve fut ensuite nommé d'après le navire. Gray passa neuf jours à négocier l'achat de fourrures avant de quitter le fleuve.
Cette expédition, effectuée par un navire privé américain, a finalement été utilisée comme base pour la revendication par les États-Unis du Nord-Ouest Pacifique, bien que sa pertinence par rapport à la revendication fut contestée par les Britanniques.